# Odorrana absita
Odorrana absita – gatunek płaza bezogonowego z rodziny żabowatych (Ranidae) występujący w Azji Południowo-Wschodniej.

## Występowanie
Zasięg występowania gatunku obejmuje prowincje Xékong i Saravane w południowym Laosie oraz prowincje Quảng Nam, Thừa Thiên-Huế, Kon Tum i Gia Lai w środkowym Wietnamie.
O. absita zasiedla tereny położone na wysokości od 653 do 1300 m n.p.m. Zamieszkuje okolice niewielkich, kamienistych strumieni w wilgotnych lasach wiecznie zielonych w górach. Stroni natomiast od wód stojących. Osobniki znajdowano na roślinności zielnej lub gałęziach małych drzew, na wysokości do 1 m.

## Rozmnażanie
Prawdopodobnie z udziałem larwy.

## Status
W Czerwonej księdze gatunków zagrożonych IUCN Odorrana absita jest uznawany za gatunek najmniejszej troski (LC, ang. Least Concern). Liczebność populacji nie jest znana, ale przypuszczalnie spada ze względu na ekspansję rolnictwa w części zasięgu tego płaza.
Zamieszkuje on kilka obszarów chronionych, w tym Xe Sap National Biodiversity Conservation Area w Laosie oraz Park Narodowy Kon Ka Kinh i rezerwat Ngoc Ling w Wietnamie.